# ارتش سرخ (فیلم)
«ارتش سرخ» (انگلیسی: Red Army) یک فیلم مستند آمریکایی-روسی محصول ۲۰۱۴ به کارگردانی، تهیه‌کنندگی و نویسندگی گیب پولسکی است.
این فیلم اولین بار در جشنواره فیلم کن ۲۰۱۴  و در سینماهای محدود در ۲۳ ژانویه ۲۰۱۵ اکران شد. این فیلم داستان تیم ملی هاکی روی یخ اتحاد جماهیر شوروی را از نگاه کاپیتان تیم اسلاوا فتیسوف، به ویژه واحد پنج نفره معروف دهه ۱۹۹۰ که به نام The Russian Five شناخته می‌شود، روایت می‌کند.